# Рокка-ді-Папа
Рокка-ді-Папа (італ. Rocca di Papa) — муніципалітет в Італії, у регіоні Лаціо,  метрополійне місто Рим-Столиця.
Рокка-ді-Папа розташована на відстані близько 24 км на південний схід від Рима.
Населення — 16 888 осіб (2014).

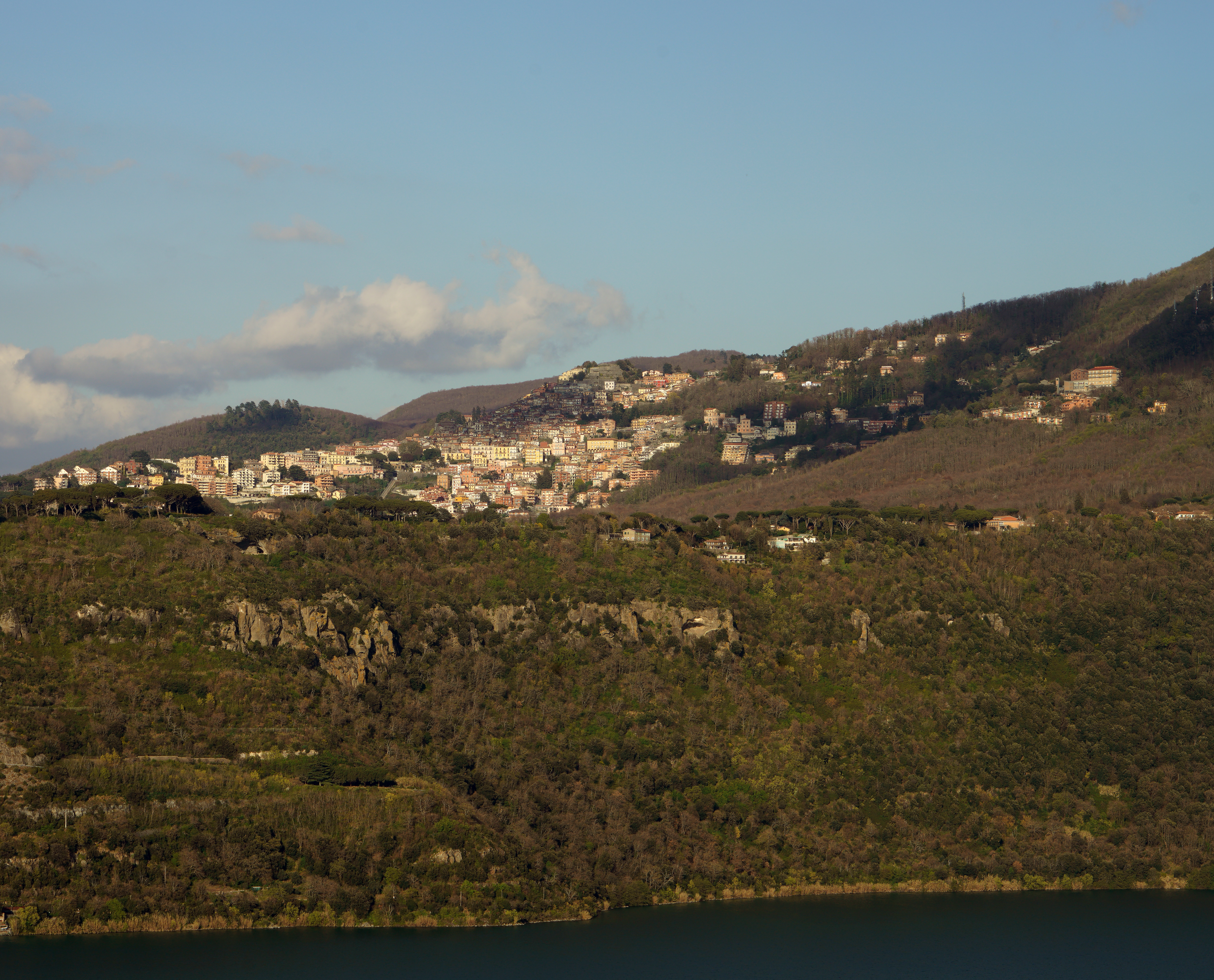

Щорічний фестиваль відбувається 4 листопада. Покровитель — San Carlo Borromeo.

## Демографія
Населення за роками:

Станом на 1 січня 2023 року в муніципалітеті офіційно проживало 2297 іноземців з 106 країн, серед них 1054 громадяни країн Євросоюзу та 56 громадян України.

## Клімат
| ROCCA DI PAPA    | Місяці | Місяці | Місяці | Місяці | Місяці | Місяці | Місяці | Місяці | Місяці | Місяці | Місяці | Місяці | Пора | Пора | Пора | Пора | Рік  |
| ROCCA DI PAPA    | Січ    | Лют    | Бер    | Кві    | Тра    | Чер    | Лип    | Сер    | Вер    | Жов    | Лис    | Гру    | Зим  | Вес  | Літ  | Осі  | Рік  |
| ---------------- | ------ | ------ | ------ | ------ | ------ | ------ | ------ | ------ | ------ | ------ | ------ | ------ | ---- | ---- | ---- | ---- | ---- |
| Темп. макс. (°C) | 6.3    | 7.2    | 10.0   | 13.4   | 17.2   | 22.2   | 24.7   | 24.5   | 21.3   | 17.3   | 11.7   | 8.1    | 7.2  | 13.5 | 23.8 | 16.8 | 15.3 |
| Темп. мін. (°C)  | 1.2    | 1.6    | 3.4    | 6.5    | 9.4    | 13.8   | 16.6   | 16.8   | 13.9   | 10.9   | 5.9    | 2.9    | 1.9  | 6.4  | 15.7 | 10.2 | 8.6  |

## Сусідні муніципалітети
- Альбано-Лаціале
- Аричча
- Артена
- Кастель-Гандольфо
- Гроттаферрата
- Ларіано
- Марино
- Монте-Компатрі
- Немі
- Рокка-Пріора
- Веллетрі